# 祖式元家
祖式 元家（そしき もといえ）は、江戸時代の武士。毛利氏の家臣で、長州藩士。家格は大組、770石。父は祖式元安。

## 生涯
毛利氏家臣である祖式元安の嫡男として生まれる。慶長12年（1607年）12月29日に元服し、輝元から「元」の偏諱を与えられて元家と名乗った。
毛利輝元・秀就・綱広の三代に仕え、承応2年（1653年）11月3日に死去し、後を嫡男の就信が継いだ。